# QVC Vol. 5 Mixtape
QVC Vol. 5 Mixtape è il quinto mixtape del rapper italiano Gemitaiz, pubblicato il 30 dicembre 2014 da Tanta Roba.

## Tracce
1. Intro QVC5 – 2:52
2. Rap Doom – 3:03
3. La ballata del dubbio pt. 3 – 3:44
4. Billy Idol – 2:30
5. Ancora un po' – 2:57
6. Le mille e una notte (feat. Caneda, Luchè) – 4:43
7. Veleno pt. 5 (feat. Madman) – 3:39
8. Ci puoi riprovare (feat. Achille Lauro, Clementino) – 2:58
9. Non ti rivedo più – 3:29
10. Scappo via (prod. Mixer T) – 4:10
11. Se vuoi puoi (feat. Sercho) – 3:36
12. Decathlon (feat. Ntò, Jack the Smoker) – 3:34
13. Giorno nero (feat. Yojimbo, Killa Cali) – 4:53
14. Si va (feat. Gemello, Mystic One) – 3:51
15. Quello che mi chiedi – 1:59
16. Outro QVC5 – 3:18
17. Sail RMXX (Bonus Track) – 3:01